# Mount Tyree
Mount Tyree – szczyt górski na Antarktydzie o wysokości 4852 m n.p.m., drugi co do wysokości na tym kontynencie po Vinson Peak, a zatem zaliczany do Koronki Ziemi.
Szczyt leży w Górach Ellswortha, w paśmie Sentinel na Ziemi Ellswortha na Antarktydzie Zachodniej. Jest to naga, skalista góra położona 13,82 kilometra na północny zachód od Masywu Vinsona. Została odkryta podczas lotów rozpoznawczych w styczniu 1958 roku (Międzynarodowy Rok Geofizyczny) przez marynarkę wojenną Stanów Zjednoczonych. Górę nazwano na cześć amerykańskiego kontradmirała Davida M. Tyree.
Szczyt został zdobyty 6 stycznia 1967 roku przez Barry’ego Corbeta i Johna Evansa. Południowo-wschodnia ściana Mount Tyree, wznosząca się ponad lodowcem Crosswella, mierzy około 2300 m i nie została jak dotąd zdobyta.